# Sky High (1922)
Sky High is een Amerikaanse western uit 1922. De stomme film werd in 1998 opgenomen in het National Film Registry.

## Rolverdeling
| Acteur               | Personage          |
| -------------------- | ------------------ |
| Tom Mix              | Grant Newburg      |
| J. Farrell MacDonald | Jim Frazer         |
| Eva Novak            | Estelle Halloway   |
| Sid Jordan           | Andrew Bates       |
| William Buckley      | Victor Castle      |
| Adele Warner         | Marguerite Castle  |
| Wynn Mace            | Henchman Patterson |
| Pat Chrisman         | Pasquale           |